# Matheus Rocha
Matheus Rocha da Silva, mais conhecido como Matheus Rocha ou Matheus Herriez (Sorocaba, 10 de junho de 1981), é um cantor, ator e compositor brasileiro.
Integrante da banda de pop rock Relive e ex-integrante do grupo pop Br'oz e da banda de pop rock Monk. Em 2003 foi um dos vencedores do talent show Popstars e escolhido para integrar a boyband brasileira Br'oz até 2005. Neste período foram lançados dois  álbuns de estúdio e um DVD, Br'oz (2003), Br’oz no Olímpia ao vivo (2003) e Segundo Ato (2004).
Logo após o fim do grupo Br’oz, deu continuidade em sua carreira com a banda de pop rock Sorocabana KM7NOVE, que encerrou as atividades em 2007. Em 2008 estreou sua carreira de ator no musical da Broadway Aida, que ficou em cartaz no teatro Cultura artística. Em 2009 lançou seu primeiro trabalho em solo intitulado Ser o que Sou. Em 2010, iniciou um novo projeto de pop rock com a banda Monk, na qual foi vocalista até 2018. No dia 10 de janeiro de 2018, anunciou um hiato em sua carreira, encerrando suas atividades por tempo indeterminado com a banda Monk e com o Br’oz. Em 2019 retorna ao cenário musical com uma nova banda,  Relive.

## Biografia

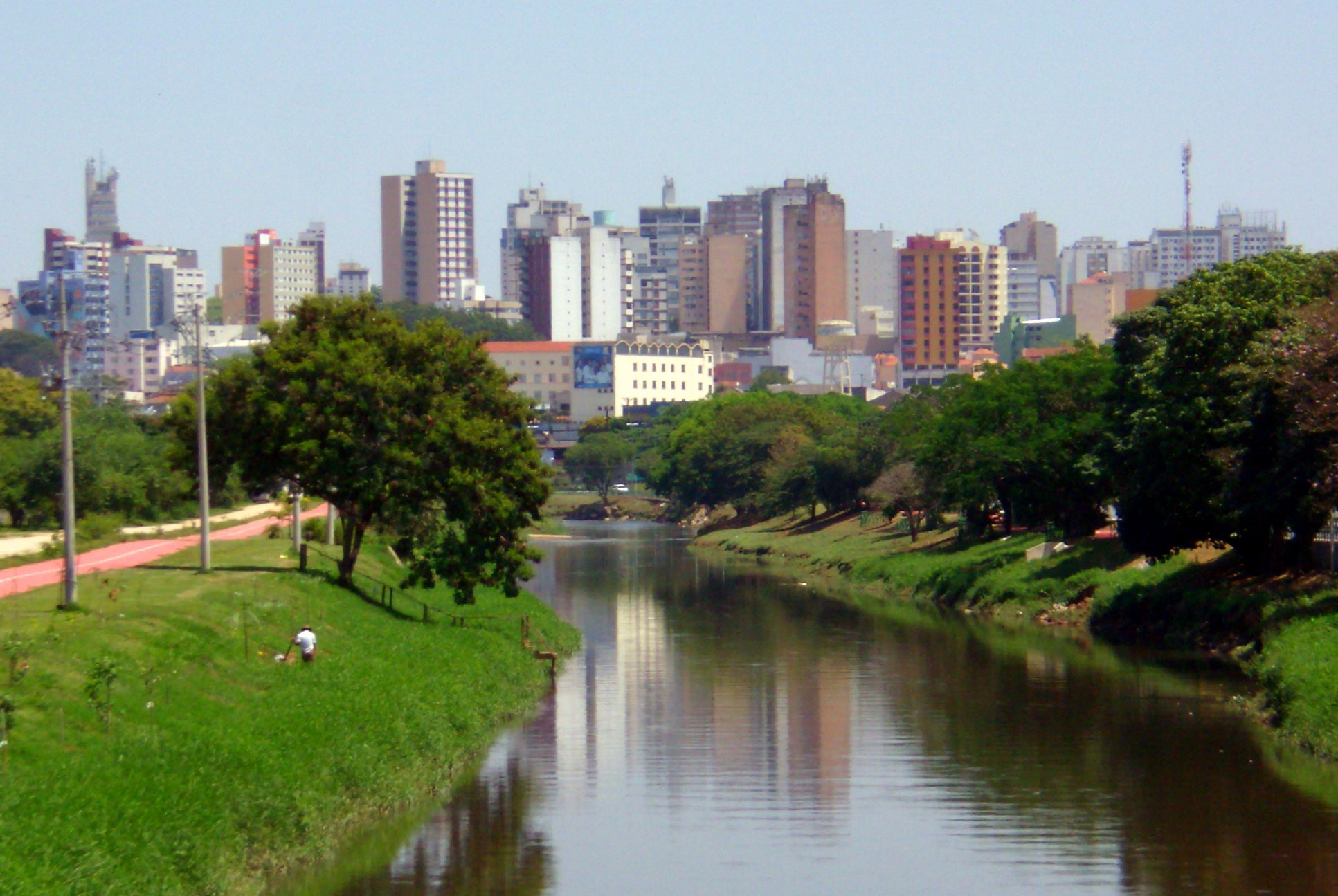
Sorocaba, cidade de São Paulo, onde Matheus nasceu e foi criado.

Nascido no municipio de Sorocaba interior de São Paulo, em uma família com vários músicos, ele cresceu ouvindo acordes de viola. Mas foi na igreja que o dom de cantor começou a se desenvolver. Durante sua infância e pré-adolescência, ele cantava hinos na igreja que frequentava com a família. Aos 19 anos, inspirado por ídolos do Pop e do Rock, Matheus já chamava a atenção das pessoas que logo perceberam o seu talento e começaram a convidá-lo para se apresentar nos bares da região de Sorocaba. A princípio era um projeto despretensioso e Matheus tinha um compromisso a mais, que era manter seu filho, pois ele havia se tornado pai recentemente, aos 18 anos. Para isso Matheus precisava complementar seu orçamento trabalhando em lojas de shopping da cidade. Foi numa dessas lojas que o empresario Vander de Oliveira descobriu Matheus,  quando procurava talentos para o projeto Pontoquattro, que tinha como apoiador o ator da Rede Globo Humberto Martins. Alguns meses depois, Matheus e os demais integrantes do Pontoquattro estreavam no Domingão do Faustão e durante quase dois anos foi interprete do tema mundial da serie Malhação pela TV Globo Internacional.

## Carreira

### 2003–05: Br'oz

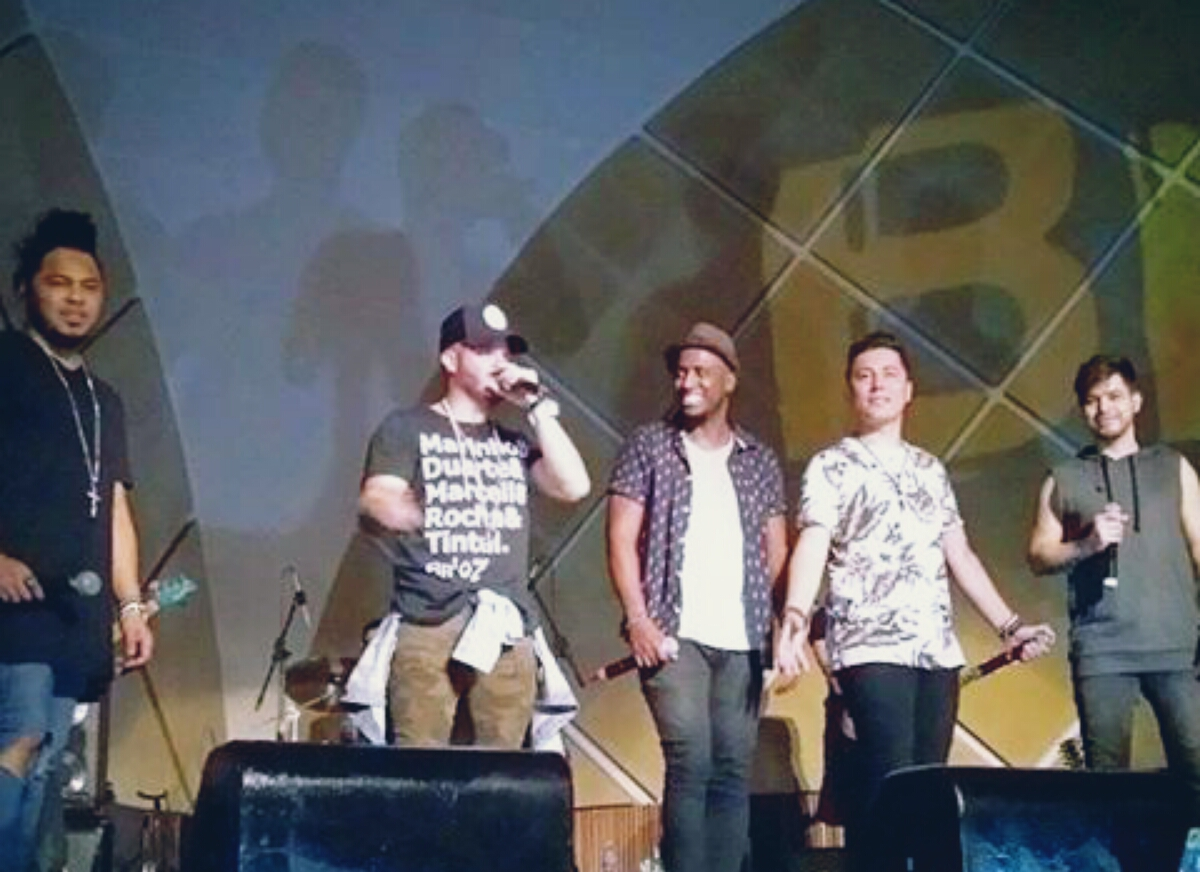
Matheus (primeiro à direita) durante show do grupo Br'oz

Em 2003 Matheus venceu o talent show Popstars e passou a integrar a boy band brasileira Br'oz até 2005, com o qual lançou dois álbuns de estúdio, Br'oz (2003) e Segundo Ato (2004),  Com menos de um ano de estrada eles venderam mais de 550 mil cópias do álbum de estreia e 40 mil exemplares do primeiro DVD. BR'OZ teve dois singles número um no Brasil: "Prometida" e "Vem Pra Minha Vida". Em 2004, lançaram o álbum Segundo Ato.

### 2005–09: KM7NOVE e carreira solo
Em 2005, com o fim do grupo Br'oz, Matheus Herriez voltou para sua banda inicial, o KM7NOVE. A banda KM7NOVE formada por Matheus Herriez (Vocal), Edu Keller (Guitarra), Gabriel Fernandes (Baixo) e João Henrique (Bateria), influenciado por grandes bandas de Rock nacional e internacional. Os integrantes se conheceram em 2001 com a proposta de fazer cover de Rock’n roll na noite de Sorocaba , São Paulo, foi assim que surgiu a banda Mattrix. A ideia da banda KM 7 NOVE nasceu em 2003 quando os integrantes decidiram dar ênfase nas músicas próprias após a longa experiência que tiveram tocando juntos. O primeiro CD da banda intitulado “Positivamente” foi gravado em Santos - SP produzido por Flávio Medeiros, mixado por Paulo Anhaia e masterizado por Rodrigo Castanho no Midas Studios em São Paulo. O disco tem 11 faixas, todas de autoria própria, falando sobre o cotidiano e particularidades de cada um dos integrantes. Com grande qualidade, o disco toma formas importantes, transmitindo uma energia positiva. A química entre eles faz com que o som flua bem no disco e em suas apresentações ao vivo, músicas nacionais e internacionais que seguem o estilo da banda. No entanto as composições próprias são fundamentais para mostrar a autenticidade da banda KM7NOVE.
|                                                    | "Ser o que sou" A música de estréia de Matheus, "Ser o que sou", é uma música que engloba pop rock. |
| Problemas para escutar este arquivo? Veja a ajuda. | |

Em 2008 iniciou a carreira como ator que surpreendeu o publico, quando, após outra rigorosa seleção, atuou como protagonista em um dos mais renomados musicais da Broadway, Aida. A trágica história de amor entre um capitão egípcio e uma princesa núbia, contada na famosa ópera de 1871 de Giuseppe Verdi, "Aída", com músicas de Elton John e letras em português. Em 2009 lança  seu primeiro álbum intitulado Ser o que Sou, o álbum traz baladas pop, com influências de soul e rock, a sonoridade é moderna e contagiante, uma viagem que vai dos arranjos simples do acústico ao dançante do eletrônico, o novo trabalho de Matheus foi finalizado no Sterling Sound Studio, em Nova York, e leva a assinatura do renomado engenheiro de masterização Ted Jensen. O primeiro single de sua carreira foi  Ser o que Sou.

### 2010–2018: Monk e retorno ao Br'oz
Desde 2010 Matheus é vocalista banda de rock Monk. A banda paulistana Monk foi formada em 2010, por Matheus Herriez (vocal), Rafael Alvez (bateria), Gustavo Divetta (guitarra) e Bruno Oliveira (baixo) com o objetivo de fazer um som sem regras ou cobranças, deixando a música e a sonoridade fluir naturalmente.  A Monk fez sua estreia no dia 21 de Julho de 2010. No início de 2011 disponibilizou em seu site oficial e Myspace os seus primeiros registros em estúdio, quatro canções inéditas, ''Se precisar'', ''Tudo pode ser melhor'', ''Estou Voltando'', ''Ser o que sou''. As canções com forte personalidade tem o propósito de passar o que há de mais positivo no cotidiano deles. As músicas foram produzidas por Renato Galozzi e Rique Azevedo, gravadas, mixadas e remasterizadas por Paulo Anhaia. Em 2012 gravaram mais duas musicas ''Jane Blue'',  ''Livre Jane Blue'',  em versão acústica. As sete músicas faz parte do primeiro EP da banda intitulado Monk. No repertório ao vivo, além das músicas autorais, clássico do Rock Nacional e Internacional ganham nova roupagem.
Em junho de 2016, é anunciado o retorno do grupo Br'oz após 11 anos. Em entrevista, eles contaram que a ideia nasceu durante um churrasco na casa do Filipe, que também é vocalista do Os Travessos e irá conciliar os dois projetos, assim como o restante. Além de sair em turnê pelo país, o projeto "BR'OZ: O Reencontro" consiste em lançamento de canções inéditas, a primeira delas foi "Foi Melhor Assim" composta pelos cinco integrantes do grupo. No dia de 10 de janeiro de 2018 Matheus anuncia que estaria deixando os projetos musicais no Monk e Br'oz por questões pessoais.

### 2019–presente: Retorno e Banda Relive
Em 2019, apos um ano de hiato na sua carreira, Matheus anuncia sua volta aos palcos com uma nova banda de pop rock,  chamada Relive. A mesma é constituída por Rafael Alves, Matheus Rocha, ex-Twister Léo Richter e Gustavo Divetta. Na pandemia em 2020, Matheus e os demais integrantes do grupo Br'oz resolveram se juntar para realizar uma live solidária, e a partir daí, motivados por um sentimento de carinho e amizade, decidiram retomar as atividades com o grupo após 15 anos de hiato. Atualmente Matheus segue conciliando as atividades e shows da Relive com a agenda do Br'oz que hoje é gerenciado pela gravadora Midas Music, do produtor musical Rick Bonadio.

## Vida pessoal
Em 1998, se tornou pai aos 17 anos e teve um filho, Lucas. Em abril de 2007 começa um relacionamento com a cantora Li Martins, integrante do grupo Rouge, com quem ficou noivo um ano depois. Em 20 de maio de 2009 Matheus se casa com Li na Igreja Nossa Senhora do Brasil, em São Paulo, trazendo entre os padrinhos Jhean Marcel, Oscar Tintel, Filipe Duarte e André Marinho, Aline Wirley, Karin Hils que trabalharam com ambos nos grupos Br'oz e Rouge. Em Outubro de 2015 o casamento chega ao fim. Atualmente namora com a professora de inglês Evelyn Takaoka.

## Discografia

### Álbuns de estúdio
| Álbum         | Detalhes                                                                |
| ------------- | ----------------------------------------------------------------------- |
| Ser o que Sou | - Lançamento: 12 de agosto de 2009 - Formatos: CD - Gravadora: F5 Music |

### Singles
| Título        | Ano  | Álbum         |
| ------------- | ---- | ------------- |
| Ser o que Sou | 2009 | Ser o que Sou |

### Videoclipes
| Título        | Ano  | Diretor         |
| ------------- | ---- | --------------- |
| Ser o que Sou | 2009 | Alexandre Volpe |

## Teatro
| Ano  | Título                                  | Personagem |
| ---- | --------------------------------------- | ---------- |
| 2008 | Aida                                    | Radamés    |
| 2011 | Quem Inventou o Amor foi Roberto Carlos | Victor     |